# رود جالداکا
رود جالداکا رودی است به رود براهماپوترا می‌ریزد. این رود از کشورهای هند و بنگلادش می‌گذرد. در بنگلادش نام این رودخانه رود دارلا است.